# Diancey
Diancey ist eine französische Gemeinde mit 98 Einwohnern (Stand 1. Januar 2022) im Département Côte-d’Or in der Region Bourgogne-Franche-Comté (vor 2016 Burgund). Sie gehört zum Arrondissement Beaune und zum Kanton Arnay-le-Duc.

## Lage
Nachbargemeinden sind Sussey im Norden, Allerey im Osten, Marcheseuil im Süden und Vianges und Censerey im Westen. An der südwestlichen Gemeindegrenze verläuft das Flüsschen Suze, das hier auch noch Ruisseau de Liernais genannt wird.

## Bevölkerungsentwicklung
| Jahr                       | 1962 | 1968 | 1975 | 1982 | 1990 | 1999 | 2008 | 2015 |
| -------------------------- | ---- | ---- | ---- | ---- | ---- | ---- | ---- | ---- |
| Einwohner                  | 116  | 98   | 85   | 83   | 72   | 87   | 87   | 86   |
| Quellen: Cassini und INSEE |      |      |      |      |      |      |      |      |